# 개럿 대 데일리 사건
개럿 대 데일리 사건(Garratt v. Dailey), 279 P.2d 1091 (Wash. 1955) 미국의 불법행위법 관련 중요한 판례이다. 불법행위에서 고의의 중요성을 확립한 사례이다.

## 사실관계
5세인 피고 브라이언 대일리는 성인 이웃인 루스 개럿을 방문하던 중, 개럿이 의자에 앉으려고 할 때 그 의자를 움직였다. 개럿이 자리에 앉았을 때는 의자가 있어야 할 자리에 없었고 개럿은 바닥에 넘어져 엉덩이 골절 및 다른 상해를 입었다. 개럿은 폭행(Battery)을 이유로 대일리를 상대로 제소하였다.

## 판결
이 사건에 대하여 워심턴 주 대법원은 대일리가 소송에서 주장된 신체적 접촉발생을 의도하였다고 개럿이 입증할 수 있다면, 대일리는 비록 3세 어린이지만, 폭행에 대한 책임을 짙 수 있다 판단하였다. 만일 개럿이 의자가 있던 곳에 앉으려 했고 의자가 그곳에 없어서 그녀가 바닥에 넘어질 것임을 대일리가 알았거나 이해하였다면, 대일리는 책임을 인정히데 필요한 고의를 가졌다고 할 것이다. 개럿은 대일리가 자신어에 상해를 가하려고 의도하였음을 입증할 필요는 없고, 단지 그녀가 넘어질 것임을 알았거나 이해하였음을 입증하면 된다. 위 법원은 대일리가 개럿에 대한 신체 접촉 가능성에 대해 알았거나 이해했었는지 여부를 배심원들이 결정하도록 사건을 1심 법원에 환송하였다.

## 원칙
가해자는 피해자가 땅바닥에 떨어질 것을 충분히 예결할 수 있었으므로 고의에 의한 불법행위가 성립한다. 고의란 행동의 결과의 발생을 원하는 경우 또는 결과의 발생가능성을 충분히 예견한 경우로 타인이 피해를 입는 것을 원치 않는 경우에도 불법행위상의 고의는 성립한다.

## 같이 보기
- 불법행위
- 고의

## 참고 문헌
- 잔 칼슨, 미국 불법행위법 (양장) : 원칙 및 판례, 진원사, 2013. ISBN 9788963462653
- 류영욱, 이야기 미국법, 책과 나무, 2013.